# زالاوار
زالاوار (به مجاری:  Zalavár) یک شهرداری در مجارستان است که در ناحیه کست‌هی واقع شده‌است. زالاوار ۳۱٫۰۶ کیلومتر مربع مساحت و ۹۵۹ نفر جمعیت دارد.